# Atenguillo (kommun)
Atenguillo är en kommun i Mexiko.   Den ligger i delstaten Jalisco, i den centrala delen av landet, 600 km väster om huvudstaden Mexico City. Arean är 663 kvadratkilometer.
Terrängen i Atenguillo är kuperad åt sydost, men åt nordväst är den bergig.